# Fillìa
Fillìa, pseudonym for Luigi Colombo (født 3. oktober 1904 i Revello, Piemonte Italien; død 10. februar 1936 i Torino) var en italiensk maler. Han knyttes til anden generation af futurismen.
Ud over at virke som maler arbejdede han også med arkitektur, design, møbler og dekorationsgenstande.
Fillìa var en af grundlæggerne af den futuristiske bevægelse i Torino og blev sammen med Enrico Prampolini og Fortunato Depero hovedskaberen af den anden futurisme.
| - Værker af Fillìa - Mekanisk Landskab, 1926-27 Paesaggio Meccanico - Trommeslageren, 1927 Il batterista - Manden og kvinden, 1929 L'uomo e la donna - Jordisk overvindelse, 1930-31 Superamento terrestre - Luftmysterium, 1930-31 Mistero aereo - Tilbedelse, 1931 L'Adorazione - Guds by, 1931-32 La città di dio - Følelse af tyngdekraft, 1932 Senso di gravità - Magisk landskab - sejlads, 1932 Paesaggio magico - la vela - Tungere end luft, 1933-34 Più pesante dell'aria |